# Santa, Can't You Hear Me
"Santa, Can't You Hear Me" es una canción interpretada por las artistas estadounidenses Kelly Clarkson y Ariana Grande. Es el segundo sencillo desprendido del noveno álbum de estudio y segundo álbum navideño, When Christmas Comes Around... (2021). La canción fue escrita por Clarkson con Aben Eubanks y producido por Jason Halbert.

## Lanzamiento y recepción
"Santa, Can't You Hear Me" fue escrita por Clarkson con Aben Eubanks y producida por Jason Halbert.Jason Halbert. Después de filmar la temporada 21 de la serie de telerrealidad estadounidense The Voice, Clarkson invitó a Grande a grabar la canción con ella. "Santa, Can't You Hear Me" fue lanzado por Atlantic Records el 15 de octubre de 2021, el día del lanzamiento del álbum. Un himno navideño pop de big band uptempo, la letra de la canción canta un llamamiento a Santa Claus. En lugar de regalos materiales, los cantantes piden respuestas sobre cómo pueden lograr su mayor deseo de Navidad, que es el amor.
Tras su lanzamiento, Randee Dawn de Today comentó que la canción es exactamente lo que uno podría esperar de los cantantes, y escribió que "rebota entre sí con armonías a todo volumen y notas altas por igual" y termina con un "florecimiento que suena como una gran banda". eso hará que el corazón de uno lata con fuerza por más. Al revisar el álbum para Vulture, Justin Curto destacó que la canción sonaba tan grande como uno esperaría que fuera. En su reseña de la canción en iHeartRadio, Ariel King escribió que la canción demuestra tanto el talento de los cantantes como lo que los convierte en "increíbles potencias" es cómo combinan perfectamente sus voces para "una escucha cautivadora".